# Langlaufen op de Olympische Winterspelen 1932
Langlaufen is een van de sporten die beoefend werden tijdens de Olympische Winterspelen 1932 in Lake Placid.

## Heren

### 18 kilometer
| rang   | sporter(s)           | land | tijd    |
| ------ | -------------------- | ---- | ------- |
| Goud   | Sven Utterström      | SWE  | 1:23:07 |
| Zilver | Axel Wikström        | SWE  | 1:25:07 |
| Brons  | Veli Saarinen        | FIN  | 1:25:24 |
| 4      | Martti Lappalainen   | FIN  | 1:26:31 |
| 5      | Arne Rustadstuen     | NOR  | 1:27:06 |
| 6      | Johan Grøttumsbråten | NOR  | 1:27:15 |
| 7      | Valmari Toikka       | FIN  | 1:27:51 |
| 8      | Ole Stenen           | NOR  | 1:28:05 |

### 50 kilometer
| rang   | sporter(s)        | land | tijd    |
| ------ | ----------------- | ---- | ------- |
| Goud   | Veli Saarinen     | FIN  | 4:28:00 |
| Zilver | Väinö Liikkanen   | FIN  | 4:28:20 |
| Brons  | Arne Rustadstuen  | NOR  | 4:31:53 |
| 4      | Ole Hegge         | NOR  | 4:32:04 |
| 5      | Sigurd Vestad     | NOR  | 4:32:40 |
| 6      | Sven Utterström   | SWE  | 4:33:35 |
| 7      | Tauno Lappalainen | FIN  | 4:45:02 |
| 8      | Karl Lindberg     | SWE  | 4:47:22 |

## Medaillespiegel
| rang | land      | goud | zilver | brons | totaal |
| ---- | --------- | ---- | ------ | ----- | ------ |
| 1    | Finland   | 1    | 1      | 1     | 3      |
| 2    | Zweden    | 1    | 1      | 0     | 2      |
| 3    | Noorwegen | 0    | 0      | 1     | 1      |
|      |           | 2    | 2      | 2     | 6      |